# 백송

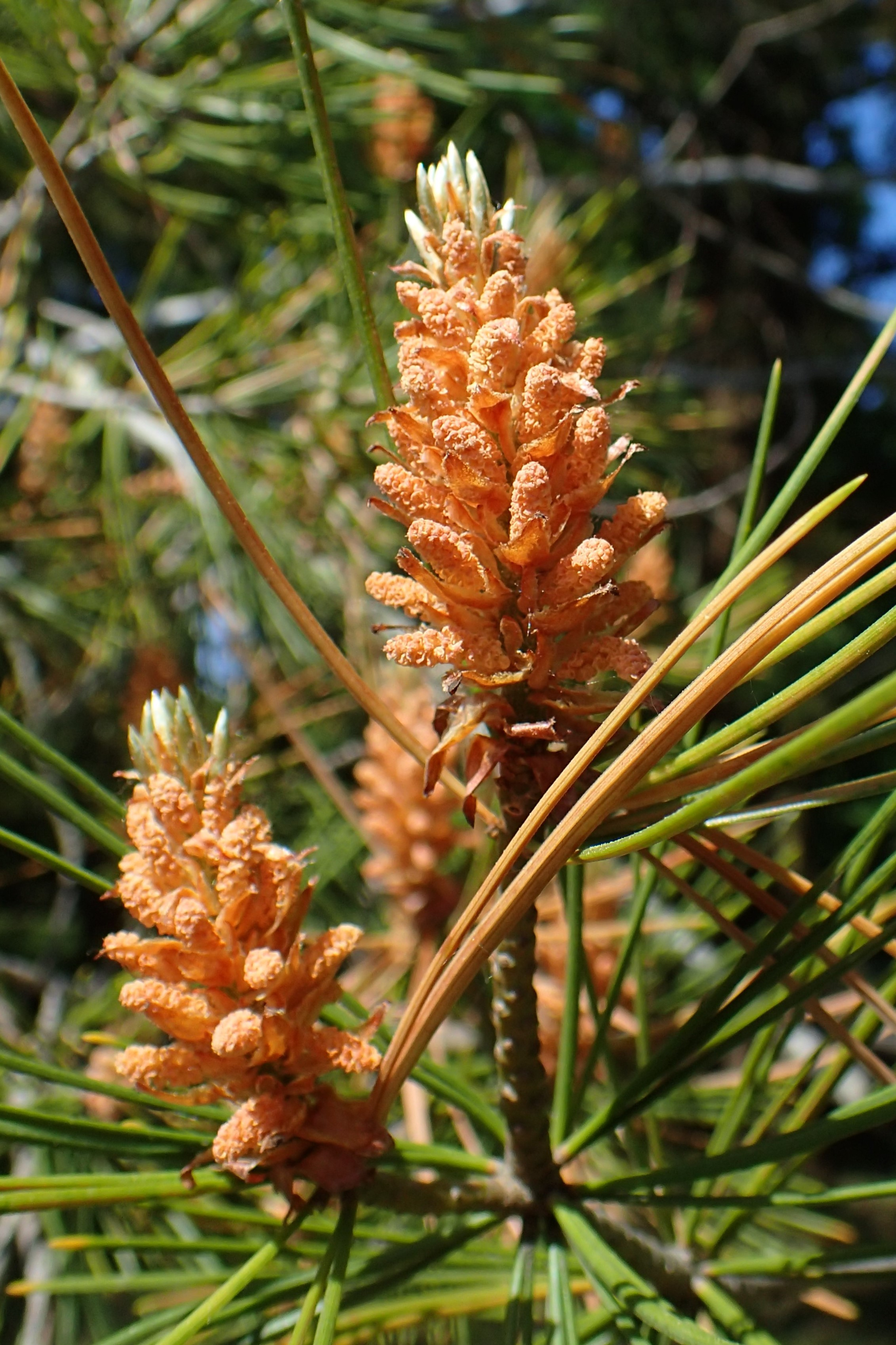
백송 수꽃

백송(白松)은 소나무과의 상록침엽교목으로 중국 중부 및 동북부 원산이다.

## 분포 및 서식지
백송은 중국 산악지대에 있는 온대림이 원산이지만 특히 금속 느낌의 나무껍질 때문에 조경수로서 널리 식재되고 있기도 하다. 산시성, 허난성 서부, 간쑤성 남부, 허베이성 남부, 산둥성 서부 및 후베이성에서 자란다. 야생에서의 경우 석회암 지대와 500–2,150 미터 (1,640–7,050 ft)의 비교적 높은 지대에 있는 남향 경사면에 분포하지만 저지대에 서식하기도 한다. 서식지의 북쪽에서는, 산성 토양에 살기도 한다. 빛을 많이 요구하는 수종이기 때문에 보통 다른 수종이 자라기에 덜 적합한 곳에서 잘 자란다.

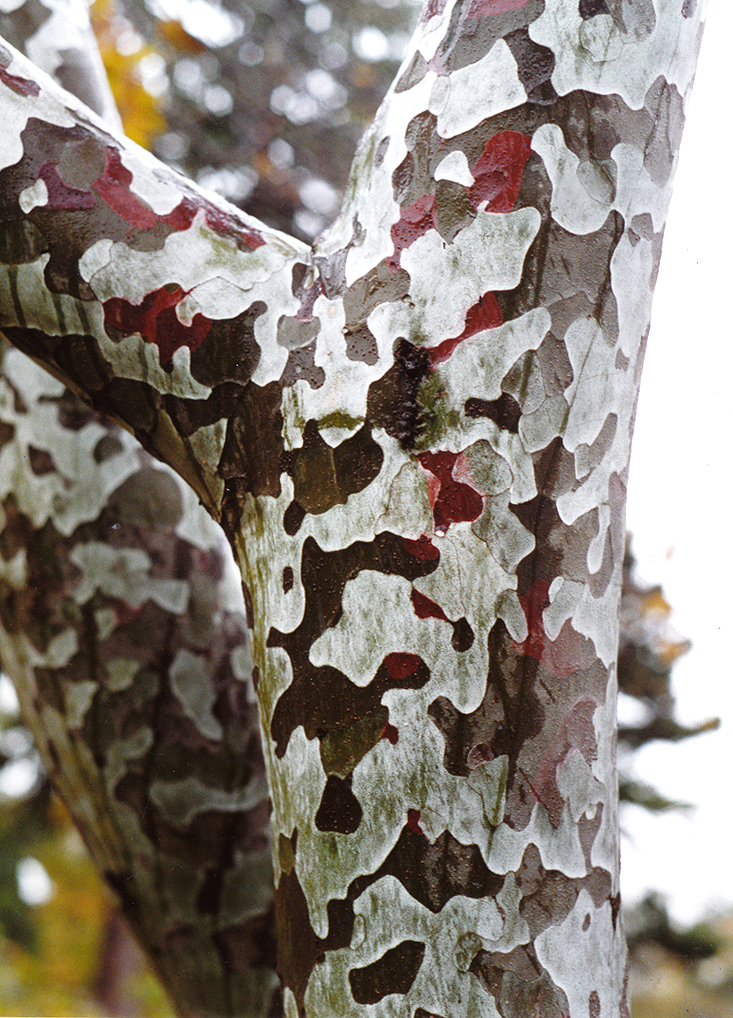
나무껍질을 확대한 모습

1843년에 잉글랜드로 유입되었다.

## 특징

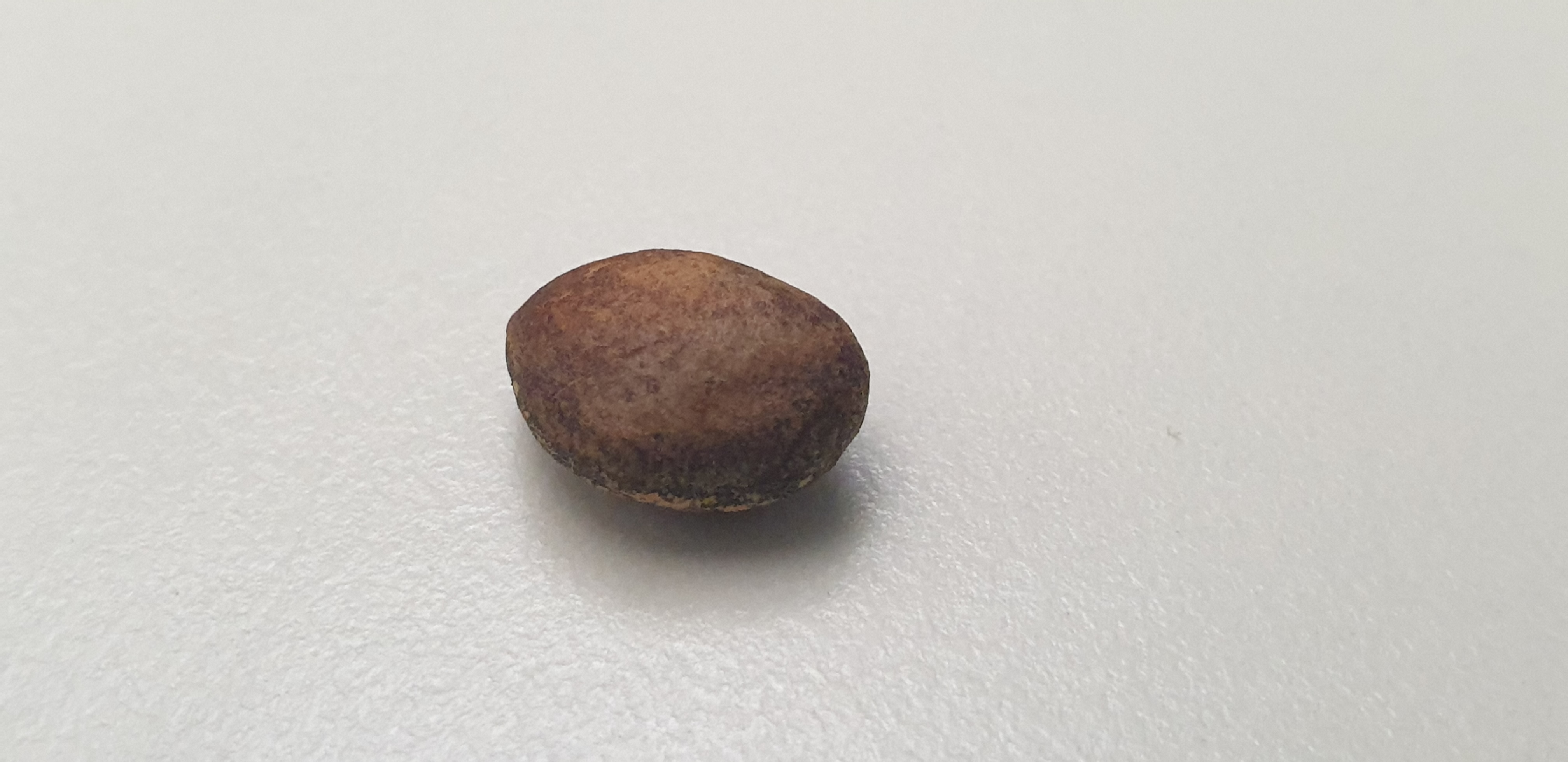
계란 모양의 백송씨

최대 15~25미터까지 천천히 자란다. 지름은 1.7미터까지 자라며 수관이 둥글게 발달한다. 나무가 어릴 때는 푸르스름한 잿빛인 나무 껍질은 차차 둥글게 벗겨져 하얗게 된다. 잎은 소나무나 잣나무와는 달리 세 개씩 모여나며 잘라 보면 단면이 삼각형을 이룬다. 길이 7~9센티미터, 너비 1.8밀리미터로 굳고 곧으며 눈비늘이 빨리 떨어진다. 잎의 횡단면에서 수지도(樹脂道)는 바깥쪽으로 5개이다. 암수 같은 나무로 꽃은 봄에 피는데 수꽃은 긴 타원형이며 황갈색이고 암꽃은 달걀 모양이다. 솔방울은 이듬해 가을에 익는데 길이 6 센티미터, 너비 4.5 센티미터의 달걀 모양이고 50~90 개의 열매 조각이 있다. 씨는 달걀꼴이며 길이 9~12밀리미터, 너비 7.5~9밀리미터로 검은 갈색이지만 뒷면은 대개 연한 갈색 바탕에 반점이 있고 잘 떨어지는 길이 3밀리미터의 날개가 있다. 옛날부터 관상수로 많이 심었다.

## 생태
백송의 꽃가루받이는 4~5월에 일어나며, 씨앗은이듬해의 10~11월에 성숙한다.

## 이름의 유래
백송이라는 이름은 나무 껍질이 거의 흰 빛으로 얼룩얼룩한 데서, 혹은 줄기 껍질이 벗겨져서 백색 또는 회백색을 나타내는 데서 유래된 이름이다. 북한 이름은 흰소나무이다.

## 쓰임새
중국과 대한민국에서는 오래전부터 백송을 사찰과 서원 주변에 식재했다. 또한 장수를 상징해 중국 정원을 모방한 고전 정원에서 조경수로 식재되기도 한다. 식물원에도 심어져 있으며 종종 반송 형태로 자라기도 한다.
백송은 목재로서 상업용으로 사용되지 않지만 증국 동북부 지역에서 건설재, 가구재 및 팰릿 등의 운송재용으로 현지 인구가 사용한다.
백송의 씨앗은 식용으로 전통 중국 의학에서 호흡기 질환을 완화시키는 데 이용된다.

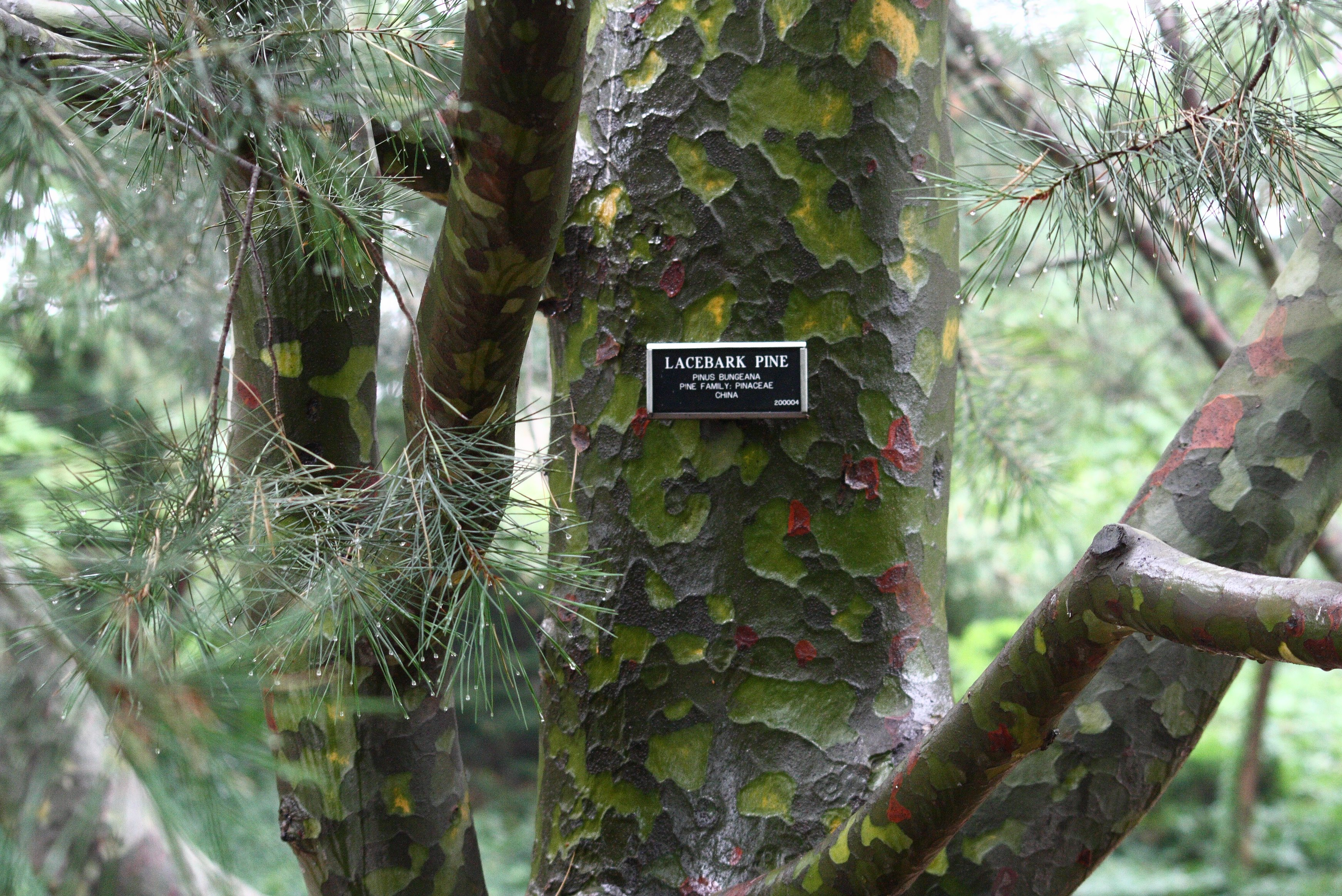
나무껍질과 잎사귀

## 한국의 백송
한국에 들어온 시기는 약 600년 전 중국을 왕래하던 사신 등에 의해 처음 심겨진 것으로 추측된다. 다 자란 백송은 다른 나무들 사이에서도 눈에 띌 정도로 다른 빛깔을 띄기 때문에 주목받은 데다가, 희귀하며 생장이 느리고 옮겨심기가 어려워 한국에서는 예전부터 소중히 여겨져 왔다. 실제로 한국에서 크게 자란 백송 개체는 거의 전부 천연기념물로 지정되어 있다.
천연기념물로 지정된 백송은 여섯 그루이다.
- 서울 재동 백송 (천연기념물 제8호)
- 서울 조계사 백송 (천연기념물 제9호)
- 고양 송포 백송 (천연기념물 제60호)
- 예산 용궁리 백송 (천연기념물 제106호)
- 이천 신대리 백송 (천연기념물 제253호)

천연기념물로 지정되었다가 죽거나 휴전선 이북 지역에 있어서 해제된 일곱 그루가 있다.
- 서울 통의동의 백송 (천연기념물 제4호)
- 서울 내자동의 백송 (천연기념물 제5호)
- 서울 원효로의 백송 (천연기념물 제6호)
- 서울 회현동의 백송 (천연기념물 제7호)
- 밀양의 백송 (천연기념물 제16호)
- 개성백송 (천연기념물 제81호, 북한의 천연기념물 제390호)
- 보은의 백송 (천연기념물 제104호)